# چاه عمیق حاجی فرشی
چاه عمیق حاجی فرشی یک منطقهٔ مسکونی در ایران است که در دهستان مه‌ولات جنوبی واقع شده‌است.